# Aleksandr Popow (architekt)
Aleksandr Pietrowicz Popow, ros. Александр Петрович Попов (1828–1904) – rosyjski akademik architektury. Według jego projektów pod koniec XIX wieku w Moskwie powstało kilka budynków. 

## Życiorys

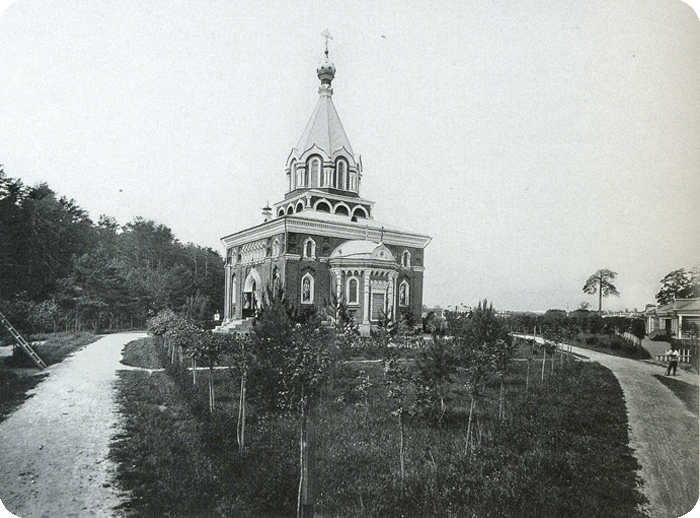
Niezachowana cerkiew Aleksandra Newskiego przy Przytułku Aleksandrowskim

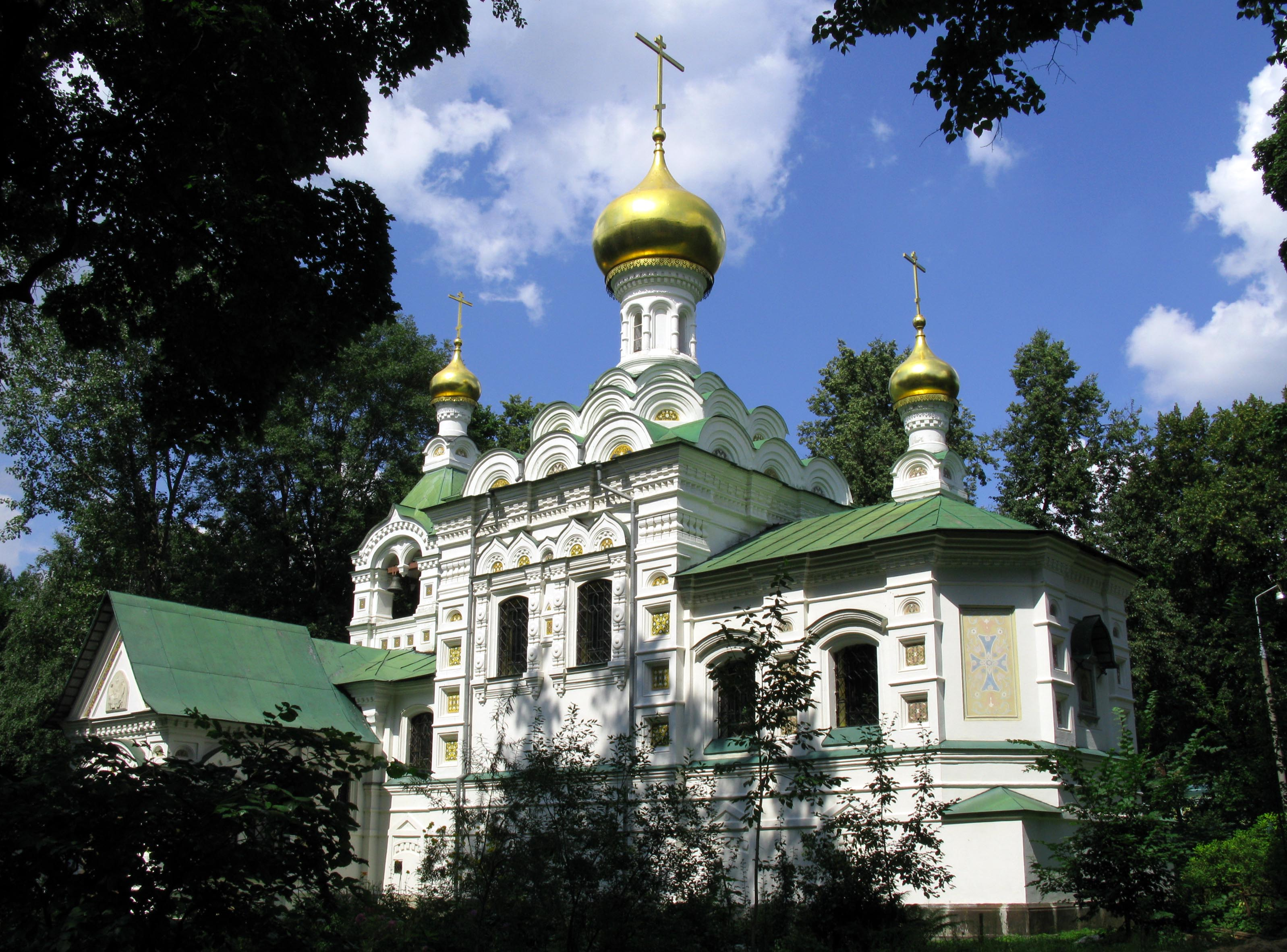
Cerkiew Trójcy Życiodajnej przy szpitalu dziecięcym świętego Włodzimierza

Aleksandr Popow urodził się w 1828 roku. Ukończył Cesarską Akademię Sztuk Pięknych. W 1870 roku otrzymał tytuł akademika architektury. W latach 1872–1875 pracował w Petersburgu. W 1875 roku został pomocnikiem głównego architekta komisji do spraw budowy Cerkwi Chrystusa Zbawiciela w Moskwie. Od 1880 roku wykładał w Moskiewskiej Szkole Malarstwa, Rzeźby i Architektury. Od 1883 roku pracował jako architekt w Akademii Piotrowskiej. Od roku 1886 – jako architekt Postamtu. W latach 1888–1903 nadzorował stan cerkwi Chrystusa Zbawiciela.
Zmarł w Moskwie 6 stycznia 1904 roku. Pochowany został na cmentarzu Wagańkowskim. Na cześć architekta nazwano Przejazd Popowa, znajdujący się w pobliżu szpitala dziecięcego świętego Włodzimierza, dla którego architekt wzniósł cerkiew.

## Prace moskiewskie
W latach 1875–1883 pracował przy wystroju wnętrz podczas budowy Cesarskiego Rosyjskiego Muzeum Historycznego imienia cesarza Aleksandra III (Императорский Российский исторический музей имени Императора Александра III), obecnie Państwowe Muzeum Historyczne). W latach 1881–1883 zaprojektował cerkiew Aleksandra Newskiego przy Przytułku Aleksandrowskim. Budynek zburzono. W latach 1881–1883 przy ulicy Rubcowsko-Dworcowoj, 1/3 C17 zbudowano według projektu Popowa cerkiew Trójcy Życiodajnej przy szpitalu dziecięcym świętego Włodzimierza. W 1886 roku zajmował się przebudową cerkwi Wszystkich Świętych we Wsiechswiatskom przy Prospekcie Leningradzkim 73.